# Nigeria ai Giochi della XVIII Olimpiade
La Nigeria partecipò ai Giochi della XVIII Olimpiade, svoltisi a Tokyo dal 10 al 24 ottobre 1964, con una delegazione di diciotto atleti impegnati due discipline: atletica leggera e pugilato.
Alla sua quarta partecipazione ai Giochi estivi, la Nigeria conquistò la sua prima medaglia olimpica per merito del pugile Nojim Maiyegun, vincitore di una medaglia di bronzo.

## Medaglie
| Medaglia | Atleta         | Sport    | Evento           |
| -------- | -------------- | -------- | ---------------- |
| Bronzo   | Nojim Maiyegun | Pugilato | Pesi superwelter |